# Grand Prix automobile d'Espagne 2014
GP précédent GP suivant
Le Grand Prix automobile d'Espagne 2014 (Formula 1 Gran Premio de España Pirelli 2014), disputé le 11 mai 2014 sur le circuit de Catalunya à Barcelone, est la 902e épreuve du championnat du monde de Formule 1 courue depuis 1950 et la cinquième manche du championnat 2014. Il s'agit de la quarante-quatrième édition du Grand Prix d'Espagne comptant pour le championnat du monde de Formule 1. L'épreuve se dispute pour la vingt-quatrième fois depuis 1991 sur le circuit catalan (contre neuf fois à Jarama, cinq fois à Jerez et quatre fois au Parc de Montjuich).
Trois semaines après le Grand Prix de Chine, la première course de la saison sur le sol européen confirme que les Mercedes possèdent toujours une avance substantielle sur le reste du plateau. Nico Rosberg et Lewis Hamilton luttent à nouveau l'un contre l'autre pour le gain de la pole position et le pilote britannique parvient, lors de son ultime tentative, à devancer son coéquipier pour réaliser son quatrième départ en tête cette année, le trente-cinquième de sa carrière. À une seconde des « Flèches d'argent », Daniel Ricciardo, auteur du troisième temps, s'élance en deuxième ligne aux côtés de Valtteri Bottas. Romain Grosjean obtient son meilleur résultat de la saison en qualifications au volant de sa Lotus E22 avec le cinquième temps, devant les deux Ferrari de Kimi Räikkönen, sixième, et de Fernando Alonso, septième. Victime d'un problème de transmission, Sebastian Vettel ne boucle pas un tour lors de la troisième séance des qualifications ; sanctionné pour un changement de boîte de vitesses, il s'élance de la huitième ligne.
En tête au premier virage, et vainqueur au bout des soixante-six tours de course, Lewis Hamilton remporte sa quatrième victoire consécutive de la saison, la vingt-sixième de sa carrière. Elle lui permet de prendre la tête du classement des pilotes avec trois points d'avance sur son coéquipier Nico Rosberg qui a tout tenté en fin d'épreuve pour le dépasser ; en franchissant la ligne d'arrivée à un souffle de son coéquipier, il assure un quatrième doublé des Mercedes en cinq courses cette saison. Sur la même stratégie de course à deux arrêts que les deux Flèches d'Argent, Daniel Ricciardo monte pour la première fois de sa carrière sur un podium en Formule 1 tandis que son coéquipier Sebastian Vettel (trois arrêts), auteur d'une belle remontée attestée par le meilleur tour en course, termine quatrième. Dépassé en fin de course par le quadruple champion du monde, Valtteri Bottas se classe cinquième devant les deux Ferrari de Fernando Alonso (trois arrêts) et Kimi Räikkönen (deux arrêts). Huitième, Romain Grosjean marque ses premiers points de la saison, à un tour du vainqueur. Le top 10 est complété par les Force India de Sergio Pérez et Nico Hülkenberg.
Grâce à sa quatrième victoire consécutive, Lewis Hamilton passe en tête du championnat du monde avec 100 points, devant son coéquipier Rosberg (97 points) et Alonso (49 points). Sebastian Vettel accède à la quatrième place avec 45 points, juste devant son coéquipier Daniel Ricciardo (39 points). Bien qu'il termine une nouvelle fois dans les points, Nico Hülkenberg, avec 37 points, chute à la sixième place du classement, devant Valtteri Bottas (34 points). Mercedes conserve la première place du classement des constructeurs avec 197 points et devance Red Bull Racing (84 points). Ferrari (66 points) remonte à la troisième place devant Force India (57 points) et Williams (46 points). McLaren reste à 43 points et perd une nouvelle place dans la hiérarchie ; suivent Toro Rosso (8 points) et Lotus F1 Team qui marque ses 4 premiers points de la saison. Huit des onze écuries engagées au championnat ont marqué des points, Sauber, Marussia et Caterham n'en ayant pas encore inscrit.

## Essais libres

### Première séance, le vendredi de 10 h à 11 h 30
| Pos. | Pilote           | Voiture          | Chrono         | Écart     |
| ---- | ---------------- | ---------------- | -------------- | --------- |
| 1    | Lewis Hamilton   | Mercedes         | 1 min 27 s 023 |           |
| 2    | Jenson Button    | McLaren-Mercedes | 1 min 27 s 891 | + 0 s 868 |
| 3    | Daniel Ricciardo | Red Bull-Renault | 1 min 27 s 973 | + 0 s 950 |
| 4    | Fernando Alonso  | Ferrari          | 1 min 28 s 128 | + 1 s 105 |
| 5    | Nico Rosberg     | Mercedes         | 1 min 28 s 168 | + 1 s 145 |
| 6    | Kimi Räikkönen   | Ferrari          | 1 min 28 s 337 | + 1 s 314 |

La température ambiante est de 19 °C et la piste est à 20 °C au départ de la première séance d'essais libres du Grand Prix d'Espagne, première manche européenne du championnat. Si toutes les équipes ont profité de trois semaines sans course pour corriger le design de leurs monoplaces (notamment des nouveautés aérodynamiques ou des systèmes de refroidissement allégés) Sauber est la seule écurie à présenter une évolution importante de sa sauber C33. Les Ferrari F14 T dévoilent un petit aileron au-dessus de l'échappement (monkey seat) et les Lotus E22 ont un mat d'aileron arrière modifié. Sebastian Vettel dispose d'un nouveau châssis,,,.
Les pilotes s'élancent dès le début de la session, en pneus durs, et Daniil Kvyat fixe le temps de référence en 1 min 37 s 986 et améliore dans la foulée en 1 min 36 s 471. Sergio Pérez doit récupérer son rétroviseur gauche qui se détache de la Force India VJM07 et rentre au stand après quelques minutes. Jenson Button relaie Kvyatt en tête du classement en tournant en 1 min 30 s 717. Le Britannique est battu par son coéquipier Kevin Magnussen (1 min 30 s 300). Fernando Alonso améliore en 1 min 29 s 874, laisse un temps le commandement à Nico Rosberg (1 min 29 s 623) et repasse en tête en 1 min 28 s 770 avant de s'incliner derrière l'autre Mercedes, Lewis Hamilton tournant en 1 min 28 s 028,,.
Peu avant la première demi-heure d'essais, Sebastian Vettel, après quatre tours lancés, arrête sa Red Bull RB10 en piste ; il inspecte sa monoplace immobilisée puis emprunte un extincteur à un commissaire de piste pour maîtriser un début d'incendie sur un élément en surchauffe. Sept minutes plus tard, Button se replace en tête du classement, en 1 min 27 s 891. En fin de séance, Lewis Hamilton boucle un tour en 1 min 27 s 109 puis réalise la meilleure performance de la matinée, en 1 min 27 s 023,,.
Giedo Van der Garde a évité de justesse un violent contact avec le muret lorsqu'il s'est retrouvé privé de l'usage de ses freins dans le premier virage. Nico Rosberg, victime d'un problème technique au niveau du refroidissement de l'ERS, n'a pas roulé lors de la seconde moitié de la séance,,,.
- Giedo Van der Garde, pilote essayeur chez Sauber, remplace Esteban Gutiérrez lors de cette séance d'essais.
- Felipe Nasr, pilote essayeur chez Williams, remplace Valtteri Bottas lors de cette séance d'essais.

### Deuxième séance, le vendredi de 14 h à 15 h 30
| Pos. | Pilote           | Voiture          | Chrono         | Écart     |
| ---- | ---------------- | ---------------- | -------------- | --------- |
| 1    | Lewis Hamilton   | Mercedes         | 1 min 25 s 524 |           |
| 2    | Nico Rosberg     | Mercedes         | 1 min 25 s 973 | + 0 s 449 |
| 3    | Daniel Ricciardo | Red Bull-Renault | 1 min 26 s 509 | + 0 s 985 |
| 4    | Fernando Alonso  | Ferrari          | 1 min 27 s 121 | + 1 s 597 |
| 5    | Kimi Räikkönen   | Ferrari          | 1 min 27 s 296 | + 1 s 772 |
| 6    | Kevin Magnussen  | McLaren-Mercedes | 1 min 27 s 788 | + 2 s 264 |

La température ambiante est de 24 °C au départ de la deuxième séance d'essais libres. Sebastian Vettel ne peut pas prendre part à la session à cause d'une avarie électrique survenue le matin et dont la réparation se révèle plus importante que prévu,,,,.
Les pilotes s'élancent tous en piste dès son ouverture, en pneus durs, et Pastor Maldonado fixe le temps de référence en 1 min 29 s 275. Kevin Magnussen améliore en 1 min 28 s 815, son coéquipier Jenson Button en 1 min 28 s 703 et Lewis Hamilton en 1 min 27 s 448 puis 1 min 27 s 061,,.
Daniel Ricciardo, premier en piste avec les pneus tendres, passe en tête en 1 min 26 s 509. Nico Rosberg tourne en ensuite en 1 min 25 s 973 ; finalement Lewis Hamilton s'impose à nouveau, en 1 min 25 s 524,,.
Romain Grosjean est tombé en panne à la sortie de l'allée des stands à la mi-séance. Jean-Éric Vergne sorti des stands avec la roue arrière droite mal fixée la perd en vue du drapeau à damier. Max Chilton termine la séance dans le bac à gravier du virage no 4. Si la séance de Pastor Maldonado confirme les progrès de l'équipe en matière de fiabilité (42 tours bouclés lors de cette séance et 34 durant la matinée) il doit rentrer au stand sur ordre de son écurie qui suspecte un souci de boîte de vitesses,,.
À l'issue de la séance, Jean-Éric Vergne écope d'une pénalité d'un recul de dix places sur la grille de départ de la course pour avoir perdu une roue après un passage au stand. La Scuderia Toro Rosso reçoit une amende de 30 000 euros pour avoir envoyé son pilote en piste de façon dangereuse,.

### Troisième séance, le samedi de 11 h à 12 h
| Pos. | Pilote          | Voiture           | Chrono         | Écart     |
| ---- | --------------- | ----------------- | -------------- | --------- |
| 1    | Nico Rosberg    | Mercedes          | 1 min 25 s 887 |           |
| 2    | Lewis Hamilton  | Mercedes          | 1 min 26 s 756 | + 0 s 869 |
| 3    | Fernando Alonso | Ferrari           | 1 min 27 s 188 | + 1 s 301 |
| 4    | Felipe Massa    | Williams-Mercedes | 1 min 27 s 233 | + 1 s 346 |
| 5    | Romain Grosjean | Lotus-Renault     | 1 min 27 s 682 | + 1 s 795 |
| 6    | Kevin Magnussen | McLaren-Mercedes  | 1 min 27 s 806 | + 1 s 919 |

Les mécaniciens de la Scuderia Toro Rosso ainsi que ceux de l'écurie Sauber ont enfreint le couvre-feu imposé par la FIA ce samedi matin. Depuis 2012, un couvre-feu de six heures est imposé afin de veiller à ce que les mécaniciens disposent d'un minimum de temps de sommeil. Chaque équipe dispose de six jokers pour contourner ce couvre-feu tout au long de la saison.
Une demi-heure avant le début de la troisième et dernière séance d'essais, Caterham F1 Team annonce officiellement le licenciement de son directeur technique Mark Smith. L'ingénieur de 53 ans, qui a auparavant travaillé chez Renault F1 Team, Red Bull Racing et Force India avant de rejoindre Caterham en 2011, n'est pas présent à Barcelone et aurait quitté l'écurie depuis plusieurs jours. Les fonctions de Mark Smith sont désormais reprises par un groupe technique mené par John Iley (chargé de la recherche de performance), Jody Egginton (chargé de la conception et de la fabrication) et Gerry Hughes (en charge les opérations de piste) sous les ordres de Cyril Abiteboul qui déclare : « C'était une décision difficile que de faire partir quelqu'un du calibre de Mark mais nous avons identifié le besoin de restructurer l'équipe pour améliorer nos performances en piste et ce groupe technique doit le permettre. »,,,.
La séance commence sous une température ambiante de 22 °C et les pilotes s'élancent dès l'ouverture de la piste pour boucler un premier tour d'installation. Sebastian Vettel, privé d'essai lors de la session précédente se montre assidu en piste tandis que son coéquipier Daniel Ricciardo reste dans le garage pendant la première moitié de séance. Kevin Magnussen fixe le temps de référence en 1 min 29 s 959 et l'améliore en 1 min 29 s 115 puis  1 min 28 s 771,,.
Kimi Räikkönen le relaie en tête du classement en 1 min 28 s 595 puis laisse sa place à son coéquipier Fernando Alonso qui tourne en 1 min 28 s 152. Les Mercedes passent alors à l'offensive : Nico Rosberg tourne en 1 min 27 s 057 et Lewis Hamilton en 1 min 26 s 756. Rosberg repasse plus tard en tête en 1 min 26 s 534,,.
Jenson Button se plaint d'un manque d'adhérence de son train arrière et s'inquiète de ses performances à venir en qualifications avec une température plus élevée. Nico Hülkenberg est également en proie à des problèmes de surchauffe de ses pneus arrière. Après seulement quelques tours, Romain Grosjean est immobilisé dans son garage, victime d'un souci de freinage. À vingt minutes du terme, les pilotes se relancent, en pneus tendres. Rosberg, en 1 min 25 s 887, améliore son meilleur temps tandis que son équipier Lewis Hamilton ralentit à la fin de son tour rapide et rentre au stand,,.
Williams F1 Team poursuit dans stratégie consistant à limiter son temps en piste lors des essais libres et est imité aujoursd'hui par Force India : il faut attendre les dernières minutes pour voir Felipe Massa, Valtteri Bottas, Hülkenberg et Sergio Pérez en piste. Max Chilton commet la même erreur que la veille et termine à nouveau la séance dans le bac à gravier du virage no 4,,.

## Séance de qualification, le samedi de 14 h à 15 h

### Résultats des qualifications

#### Session Q1
Il fait beau et chaud au début de la première phase qualificative du Grand Prix d'Espagne. Esteban Gutiérrez est le premier pilote en piste, suivi par Sergio Pérez et Nico Hülkenberg. Gutiérrez établit le temps de référence en 1 min 29 s 257 mais cette performance est immédiatement améliorée par Hülkenberg qui tourne en 1 min 28 s 856,,.
Quelques instants plus tard, Pastor Maldonado, en proie à un fort survirage qu'il tente tant bien que mal de négocier, perd le contrôle de sa Lotus E22 à la sortie du virage no 3 et s'écrase contre le mur opposé, détruisant l'avant de sa monoplace. La séance est interrompue sur drapeau rouge pour permettre aux commissaires d'évacuer l'épave et les débris de carbone,,.
La séance est relancée pour treize minutes et Nico Rosberg prend immédiatement la tête du classement en 1 min 26 s 764, meilleure performance de la séance, juste devant son coéquipier Lewis Hamilton qui a commis une légère erreur lors de son tour lancé. La majorité des pilotes est victime de difficultés lors des freinages. Sebastian Vettel se hisse en troisième position, avec un dixième de seconde d'avance sur Felipe Massa. Romain Grosjean est en grande difficulté : après sept tours, il a toujours plus de deux secondes de retard sur les Caterham F1 Team et les Marussia F1 Team. Le Français arrache sa qualification pour la Q2 dans les deux dernières minutes avec le douzième temps provisoire,,.
Tous les pilotes, à l'exception des Mercedes, des Red Bull Racing et de Fernando Alonso, chaussent les pneus tendres en fin de séance, ce qui permet notamment à Jenson Button de se qualifier lors de sa dernière tentative. Les six pilotes éliminés sont Maldonado, Kamui Kobayashi et son coéquipier Marcus Ericsson, Max Chilton et son coéquipier Jules Bianchi et Adrian Sutil,,.

#### Session Q2
Les pilotes s'élancent en piste dès son ouverture. Les Force India sont d'ores et déjà chaussées de pneus tendres, ce qui permet à Nico Hülkenberg de prendre la tête devant son coéquipier Sergio Pérez. Valtteri Bottas prend ensuite le commandement avec 4 millièmes de seconde d'avance puis est délogé par son coéquipier Felipe Massa, qui améliore d'un dixième de seconde. Kimi Räikkönen se porte alors à la première place, en 1 min 27 s 454,,.
Nico Rosberg pulvérise la performance du Finlandais en tournant en 1 min 26 s088 ; son coéquipier Lewis Hamilton prend la deuxième place (1 min 26 s 210) devant Daniel Ricciardo (1 min 26 s 613) et Sebastian Vettel (1 min 27 s 052). Romain Grosjean, malgré son sixième temps, se plaint du comportement de sa Lotus qui tire à gauche à chaque freinage. Les McLaren Racing sont à la peine, ses deux pilotes étant hors du top 10 à deux minutes de la fin, Kevin Magnussen, quinzième, est victime d'un problème technique,,.
Les pilotes se relancent en pneus neufs en fin de session. Rosberg, Hamilton, Ricciardo et Vettel, les quatre hommes de tête, confiants, restent dans leur stand ; Magnussen reste également au stand, victime de problèmes techniques tandis que Jean-Éric Vergne, pénalisé de dix places après avoir perdu une roue en essais libres, préfère ne pas rouler afin d'économiser un train de pneumatiques. Jenson Button, comme lors de la phase précédente, se qualifie sur le fil avec le neuvième temps obtenu dans les derniers instants. Les six pilotes éliminés sont Jean-Éric Vergne et son coéquipier Daniil Kvyat, Kevin Magnussen, Esteban Gutiérrez et son coéquipier Sergio Pérez et Nico Hülkenberg,,,.

#### Session Q3
Si les pilotes s'élancent dès l'ouverture de la piste, le directeur de course sort immédiatement le drapeau rouge car la Red Bull RB10 de Sebastian Vettel tombe en panne de boîte de vitesses (second rapport) en pleine piste, juste après être sorti de la voie des stands. À la reprise de la séance, il reste que huit minutes pour faire une, voire deux tentatives chronométrées,,,.
Nico Rosberg prend la tête en 1 min 26 s 561 mais son coéquipier Lewis Hamilton améliore aussitôt en 1 min 26 s 288. Certains pilotes trouvent le temps de changer leur pneus ; Rosberg se replace ainsi en pole position provisoire (1 min 25 s 400) mais Hamilton a le dernier mot en 1 min 25 s 232. La seconde ligne de la grille revient à Daniel Ricciardo et Valtteri Bottas. Romain Grosjean se qualifie en cinquième position, devant les Ferrari de Kimi Räikkönen et Fernando Alonso ; suivent Jenson Button, Felipe Massa et Vettel,,.
À l'issue de la séance, Red Bull Racing annonce devoir changer la boîte de vitesses de la monoplace de Vettel qui perd cinq places sur la grille de départ de la course. Vettel s'élancera de la quinzième place de la grille de départ et voit Hülkenberg, Pérez, Kvyat, Gutierrez et Magnussen lui passer devant,.

### Grille de départ du Grand Prix
| Pos.                                                                                      | N° | Pilote            | Écurie               | Qualifications 1 | Qualifications 2 | Qualifications 3 |
| ----------------------------------------------------------------------------------------- | -- | ----------------- | -------------------- | ---------------- | ---------------- | ---------------- |
| 1                                                                                         | 44 | Lewis Hamilton    | Mercedes             | 1 min 27 s 238   | 1 min 26 s 210   | 1 min 25 s 232   |
| 2                                                                                         | 6  | Nico Rosberg      | Mercedes             | 1 min 26 s 764   | 1 min 26 s 088   | 1 min 25 s 400   |
| 3                                                                                         | 3  | Daniel Ricciardo  | Red Bull-Renault     | 1 min 28 s 053   | 1 min 26 s 613   | 1 min 26 s 285   |
| 4                                                                                         | 77 | Valtteri Bottas   | Williams-Mercedes    | 1 min 28 s 198   | 1 min 27 s 563   | 1 min 26 s 632   |
| 5                                                                                         | 8  | Romain Grosjean   | Lotus-Renault        | 1 min 28 s 472   | 1 min 27 s 258   | 1 min 26 s 960   |
| 6                                                                                         | 7  | Kimi Räikkönen    | Ferrari              | 1 min 28 s 308   | 1 min 27 s 335   | 1 min 27 s 104   |
| 7                                                                                         | 14 | Fernando Alonso   | Ferrari              | 1 min 28 s 329   | 1 min 27 s 602   | 1 min 27 s 140   |
| 8                                                                                         | 22 | Jenson Button     | McLaren-Mercedes     | 1 min 28 s 279   | 1 min 27 s 570   | 1 min 27 s 335   |
| 9                                                                                         | 19 | Felipe Massa      | Williams-Mercedes    | 1 min 28 s 061   | 1 min 27 s 016   | 1 min 27 s 402   |
| 10                                                                                        | 1  | Sebastian Vettel  | Red Bull-Renault     | 1 min 27 s 958   | 1 min 27 s 052   | Pas de temps     |
| 11                                                                                        | 27 | Nico Hülkenberg   | Force India-Mercedes | 1 min 28 s 155   | 1 min 27 s 685   |                  |
| 12                                                                                        | 11 | Sergio Pérez      | Force India-Mercedes | 1 min 28 s 469   | 1 min 28 s 002   |                  |
| 13                                                                                        | 26 | Daniil Kvyat      | Toro Rosso-Renault   | 1 min 28 s 074   | 1 min 28 s 039   |                  |
| 14                                                                                        | 21 | Esteban Gutiérrez | Sauber-Ferrari       | 1 min 28 s 374   | 1 min 28 s 280   |                  |
| 15                                                                                        | 20 | Kevin Magnussen   | McLaren-Mercedes     | 1 min 28 s 389   | Pas de temps     |                  |
| 16                                                                                        | 25 | Jean-Éric Vergne  | Toro Rosso-Renault   | 1 min 28 s 194   | Pas de temps     |                  |
| 17                                                                                        | 99 | Adrian Sutil      | Sauber-Ferrari       | 1 min 28 s 563   |                  |                  |
| 18                                                                                        | 4  | Max Chilton       | Marussia-Ferrari     | 1 min 29 s 586   |                  |                  |
| 19                                                                                        | 17 | Jules Bianchi     | Marussia-Ferrari     | 1 min 30 s 177   |                  |                  |
| 20                                                                                        | 9  | Marcus Ericsson   | Caterham-Renault     | 1 min 30 s 312   |                  |                  |
| 21                                                                                        | 10 | Kamui Kobayashi   | Caterham-Renault     | 1 min 30 s 375   |                  |                  |
| Temps minimal à réaliser pour la qualification : 1 min 32 s 837 (107 % de 1 min 26 s 764) |    |                   |                      |                  |                  |                  |
| 22                                                                                        | 13 | Pastor Maldonado  | Lotus-Renault        | Pas de temps     |                  |                  |

- Pastor Maldonado, initialement non qualifié puisque n'ayant pas établi de tour chronométré, est autorisé à prendre le départ depuis la dernière place de la grille[35].
- Jean-Éric Vergne, auteur du seizième temps des qualifications est pénalisé d'un recul de dix places sur la grille de départ à la suite de la perte d'une roue lors de la deuxième séance d'essais libres. Après le reclassement de Maldonado, il s'élance depuis l'avant-dernière place[13],[14].
- Sebastian Vettel, auteur du dixième temps des qualifications est pénalisé d'un recul de cinq places sur la grille de départ à la suite d'un changement de boîte de vitesses. Il s'élance donc de la quinzième position[35]

## Course

### Déroulement de l'épreuve
Il fait beau et chaud sur le circuit de Barcelone au départ du Grand Prix où les deux Mercedes de Lewis Hamilton et Nico Rosberg occupent la première ligne. À l'extinction des feux, Hamilton, auteur d'un départ parfait, s'engouffre en tête dans le premier virage, devant son coéquipier. Valtteri Bottas prend l'avantage sur Daniel Ricciardo pour le gain de la troisième place tandis que Sebastian Vettel, parti quinzième sur la seconde Red Bull Racing, est passé par Adrian Sutil ; Vettel reprend rapidement sa place puis dépasse Kevin Magnussen à la chicane. Malgré un violent blocage de roues au premier freinage, Romain Grosjean conserve sa cinquième position alors que, sur l'autre Lotus, Maldonado, à l'arrière du peloton, percute la Caterham de Marcus Ericsson ; les deux pilotes restent en piste mais le Vénézuélien est pénalisé de cinq secondes ajoutées à son temps de course. Au premier passage sur la ligne de chronométrage, Hamilton devance Rosberg, Bottas, Ricciardo, Grosjean, Kimi Räikkönen, Fernando Alonso, Felipe Massa, Nico Hülkenberg, Sergio Pérez, Esteban Gutiérrez, Daniil Kvyat, Jenson Button et Vettel,,.
Les Mercedes creusent immédiatement l'écart sur le reste du peloton, Hamilton possédant lui-même un écart de 2 secondes sur Rosberg dès le cinquième tour ; Valtteri Bottas, troisième, est déjà repoussé à 5 secondes. Ricciardo essaie de dépasser à plusieurs reprises Bottas mais, face à ses échecs successifs, reçoit comme consigne de lui laisser 2 secondes de marge pour ne pas endommager excessivement ses pneus. L'Australien poursuit ses attaques jusqu'au huitième passage puis se résigne à suivre les conseils de son écurie. Vettel, treizième à 30 secondes d'Hamilton, est en lutte contre Esteban Gutierrez. Räikkönen et Alonso, sixième et septième, évoluent dans la même seconde depuis le départ,,.
Vettel est le premier à s'arrêter pour changer ses pneus au treizième tour : revenant très fort sur Button, il anticipe légèrement son arrêt pour ne pas perdre de temps dans le trafic ; il chausse les pneus durs et reprend la piste derrière Max Chilton et Marcus Ericsson. Ricciardo, toujours dans le sillage de Bottas, suit une stratégie similaire et passe au stand un tour plus tard ; il chausse toutefois un nouveau train de pneus tendres afin de prendre l'avantage sur le Finlandais après son arrêt. Cette tactique se révèle payante puisque Ricciardo reprend plus d'une seconde à son rival dans le second secteur. Grosjean, Massa et Maldonado stoppent au seizième tour ; Alonso et Jean-Éric Vergne, Räikkönen, Hülkenberg, Button, Sutil, Chilton au dix-huitième tour. Ferrari a pris la décision de rappeler Alonso en premier alors que Räikkönen se trouvait juste devant ; l'Espagnol, malgré un tour supplémentaire en pneus frais, ne peut toutefois pas empêcher Räikkönen de ressortir un souffle devant lui. Hamilton, Pérez, Kvyat, Gutiérrez et Ericsson s'arrêtent au dix-neuvième tour, Magnussen au vingtième puis Rosberg et Jules Bianchi au vingt-deuxième tour. Alors qu'Hamilton est dans la voie des stands, Rosberg établit le meilleur tour en course ; contrairement à son coéquipier, l'Allemand chausse des pneus durs pour son second relais : comme à Bahreïn, Mercedes choisit deux stratégies différentes pour ses pilotes,,.
Au vingt-quatrième tour, Hamilton possède 3 secondes d'avances sur Rosberg et 22 secondes sur Ricciardo ; suivent Bottas, Grosjean, Räikkönen, Alonso, Massa, Vettel et Hülkenberg. Hamilton est informé par son ingénieur de course qu'il dispose de vingt tours pour porter son avance à 7 secondes sur Rosberg s'il veut remporter la course. Jean-Éric Vergne, victime d'un problème d'échappement, abandonne pour la troisième fois de la saison. En tête de course, Nico Rosberg tourne plus vite avec ses pneus durs qu'Hamilton en tendres,,.
Massa rentre pour la deuxième fois au vingt-neuvième tour, Vettel au trente-quatrième, Alonso et Sutil au trente-septième ; les imitent ensuite Hülkenberg, Button, Kvyat, Gutiérrez, Pérez et Maldonado. En tête de la course, Hamilton hausse son rythme pour contrer son coéquipier : il possède presque 4 secondes d'avance au quarante-et-unième tour. Ricciardo est troisième devant Bottas, Räikkönen, Alonso, Vettel, Massa, Magnussen et Hülkenberg. Magnussen et Ericsson s'arrêtent au quarante-troisième tour, Hamilton, Räikkönen et Chilton au suivant. Hamilton ne dispose pas de l'avance souhaitée par son ingénieur de course, l'écart étant quasiment le même que vingt tours plus tôt. Toutefois, Rosberg, en pneus durs, n'est pas en mesure de rester plus longtemps en piste et entre (avec Ricciardo et Bottas) deux boucles plus tard. Hamilton reprend ainsi la tête de la course avec une avance de 5 secondes sur son coéquipier,,.
Les Mercedes se relancent pour le duel final. Lewis Hamilton est maintenant en pneus durs et Rosberg en tendres. L'écart, réduit à 3 secondes au quarante-neuvième tour, chute à 2 secondes au cinquante-deuxième tour, Rosberg réalisant le meilleur tour en course à plusieurs reprises. Vettel, qui était cinquième, effectue un troisième arrêt au tour suivant ; Alonso s'arrête au cinquante-quatrième tour. Quelques minutes plus tard, Vettel passe Kimi Räikkönen pour le gain de la cinquième place et se rapproche de Bottas ; plus loin Alonso est en mesure de lutter pour ravir la place de Räikkönen. Dans le soixantième tour, Rosberg possède moins d'une seconde de retard sur Hamilton et peut actionner son aileron arrière mobile,,.
Le duel Alonso-Räikkönen tourne à l'avantage de l'Espagnol dans le soixante-troisième tour ; Vettel passe Bottas à deux tours de l'arrivée pour le gain de la quatrième place et Nico Rosberg, dans l'aspiration de Lewis Hamilton, doit se contenter de la deuxième place derrière Hamilton qui remporte une quatrième victoire consécutive et prend la tête du championnat du monde. Daniel Ricciardo se classe troisième devant Vettel ; suivent pour les points Bottas, Alonso, Räikkönen, Grosjean, Pérez et Hülkenberg,,.

### Classement de la course
| Pos. | no | Pilote            | Écurie               | Tours | Temps/Abandon                          | Grille | Points |
| ---- | -- | ----------------- | -------------------- | ----- | -------------------------------------- | ------ | ------ |
| 1    | 44 | Lewis Hamilton    | Mercedes             | 66    | 1 h 41 min 05 s 155 (182,283 km/h)     | 1      | 25     |
| 2    | 6  | Nico Rosberg      | Mercedes             | 66    | + 0 s 636                              | 2      | 18     |
| 3    | 3  | Daniel Ricciardo  | Red Bull-Renault     | 66    | + 49 s 014                             | 3      | 15     |
| 4    | 1  | Sebastian Vettel  | Red Bull-Renault     | 66    | + 1 min 16 s 702                       | 15     | 12     |
| 5    | 77 | Valtteri Bottas   | Williams-Mercedes    | 66    | + 1 min 19 s 293                       | 4      | 10     |
| 6    | 14 | Fernando Alonso   | Ferrari              | 66    | + 1 min 27 s 743                       | 7      | 8      |
| 7    | 7  | Kimi Räikkönen    | Ferrari              | 65    | + 1 tour                               | 6      | 6      |
| 8    | 8  | Romain Grosjean   | Lotus-Renault        | 65    | + 1 tour                               | 5      | 4      |
| 9    | 11 | Sergio Pérez      | Force India-Mercedes | 65    | + 1 tour                               | 11     | 2      |
| 10   | 27 | Nico Hülkenberg   | Force India-Mercedes | 65    | + 1 tour                               | 10     | 1      |
| 11   | 22 | Jenson Button     | McLaren-Mercedes     | 65    | + 1 tour                               | 8      |        |
| 12   | 20 | Kevin Magnussen   | McLaren-Mercedes     | 65    | + 1 tour                               | 14     |        |
| 13   | 19 | Felipe Massa      | Williams-Mercedes    | 65    | + 1 tour                               | 9      |        |
| 14   | 26 | Daniil Kvyat      | Toro Rosso-Renault   | 65    | + 1 tour                               | 12     |        |
| 15   | 13 | Pastor Maldonado  | Lotus-Renault        | 65    | + 1 tour (dont 5 secondes de pénalité) | 22     |        |
| 16   | 21 | Esteban Gutiérrez | Sauber-Ferrari       | 65    | + 1 tour                               | 13     |        |
| 17   | 99 | Adrian Sutil      | Sauber-Ferrari       | 65    | + 1 tour                               | 16     |        |
| 18   | 17 | Jules Bianchi     | Marussia-Ferrari     | 64    | + 2 tours                              | 18     |        |
| 19   | 4  | Max Chilton       | Marussia-Ferrari     | 64    | + 2 tours                              | 17     |        |
| 20   | 9  | Marcus Ericsson   | Caterham-Renault     | 64    | + 2 tours                              | 19     |        |
| Abd. | 10 | Kamui Kobayashi   | Caterham-Renault     | 34    | Freins                                 | 20     |        |
| Abd. | 25 | Jean-Éric Vergne  | Toro Rosso-Renault   | 24    | Échappement                            | 21     |        |

### Pole position et record du tour
- Pole position :  Lewis Hamilton (Mercedes Grand Prix) en 1 min 25 s 232 (196,616 km/h)[40].
- Meilleur tour en course :  Sebastian Vettel (Red Bull-Renault) en 1 min 28 s 918 (188,466 km/h) au cinquante-cinquième tour[41].

### Tours en tête
- Lewis Hamilton : 60 tours (1-17 / 22-43 / 46-66)[42]
- Nico Rosberg : 6 tours (18-21 / 44-45).

## Classements généraux à l'issue de la course
| Pos. | Pilote           | Écurie               | Points |
| ---- | ---------------- | -------------------- | ------ |
| 1    | Lewis Hamilton   | Mercedes             | 100    |
| 2    | Nico Rosberg     | Mercedes             | 97     |
| 3    | Fernando Alonso  | Ferrari              | 49     |
| 4    | Sebastian Vettel | Red Bull-Renault     | 45     |
| 5    | Daniel Ricciardo | Red Bull-Renault     | 39     |
| 6    | Nico Hülkenberg  | Force India-Mercedes | 37     |
| 7    | Valtteri Bottas  | Williams-Mercedes    | 34     |
| 8    | Jenson Button    | McLaren-Mercedes     | 23     |
| 9    | Kevin Magnussen  | McLaren-Mercedes     | 20     |
| 10   | Sergio Pérez     | Force India-Mercedes | 20     |
| 11   | Kimi Räikkönen   | Ferrari              | 17     |
| 12   | Felipe Massa     | Williams-Mercedes    | 12     |
| 13   | Jean-Éric Vergne | Toro Rosso-Renault   | 4      |
| 14   | Romain Grosjean  | Lotus-Renault        | 4      |
| 15   | Daniil Kvyat     | Toro Rosso-Renault   | 4      |

| Pos. | Écurie               | Points |
| ---- | -------------------- | ------ |
| 1    | Mercedes             | 197    |
| 2    | Red Bull-Renault     | 84     |
| 3    | Ferrari              | 66     |
| 4    | Force India-Mercedes | 57     |
| 5    | Williams-Mercedes    | 46     |
| 6    | McLaren-Mercedes     | 43     |
| 7    | Toro Rosso-Renault   | 8      |
| 8    | Lotus-Renault        | 4      |

## Statistiques
Le Grand Prix d'Espagne 2014 représente :
- la 35e pole position de sa carrière pour Lewis Hamilton[45] ;
- la 26e victoire de sa carrière pour Lewis Hamilton[46] ;
- la 18e victoire pour Mercedes en tant que constructeur[47] ;
- la 104e victoire pour Mercedes en tant que motoriste[48] ;
- le 9e doublé pour Mercedes en tant que constructeur, le quatrième consécutif[49].

Au cours de ce Grand Prix :
- Daniel Ricciardo monte pour la première fois sur le podium (troisième de la course) pour son cinquante-cinquième départ en Grand Prix[50] ;
- Lewis Hamilton passe la barre des 1200 points inscrits en Formule 1 (1202 points)[51] ;
- Danny Sullivan (15 Grands Prix chez Tyrrell Racing en 1983 (2 points), second de la Race of champions 1983, vainqueur des 500 miles d'Indianapolis 1985 et champion CART 1988) est nommé conseiller des commissaires de course[52],[53].